# Museum Østjylland
Museum Østjylland är en institution i Danmark bildad 2011. Den består av flera fysiska museum i Randers, Syddjurs och Norddjurs kommun:

- Museum Østjylland Randers (i Kulturhuset, Randers)
- Randers Stadsarkiv (i Kulturhuset)
- Håndværksmuseet Randers
- Museum Østjylland Grenaa
- BMA Maltfabrikken
- Ebeltoft Byhistoriske Arkiv (i BMA Maltfabrikken)
- Farvergården i Ebeltoft
- Det Gamle Rådhus
- Siamesisk Samling

Den har arkeologiskt ansvar för de tre kommunerna.